# Oliver Wong
Oliver Wong (chiń. 黃銳民; ur. 17 lipca 1952, zm. 31 sierpnia 2012 w Hongkongu) – hongkoński scenograf. Otrzymał dwie nagrody oraz siedem nominacji.

## Filmografia

### Jako scenograf

#### Filmy pełnometrażowe
| Rok  | Tytuł                                      |
| ---- | ------------------------------------------ |
| 1981 | Zai sheng ren                              |
| 1982 | Szalona misja                              |
| 1982 | Ye jing hun                                |
| 1983 | Szalona misja 2                            |
| 1984 | Szalona misja 3                            |
| 1985 | Policyjna opowieść                         |
| 1987 | Zhong hua zhan shi                         |
| 1988 | Wieczne smoki                              |
| 1988 | Qun long duo bao                           |
| 1988 | Policyjna opowieść 2                       |
| 1990 | Wu tai jie mei                             |
| 1990 | Xi huan de gu shi                          |
| 1991 | Zbroja Boga 2: Operacja Kondor             |
| 1992 | Policyjna opowieść 3: Superglina           |
| 1993 | Huang Fei-Hong zhi gui jiao qi             |
| 1993 | Policyjna opowieść 4: Projekt S            |
| 1994 | Xin tian long ba bu zhi tian shan tong lao |
| 1995 | Draka w Bronksie                           |
| 1996 | Jackie Chan: Pierwsze uderzenie            |
| 1998 | Zgadnij, kim jestem?                       |
| 2001 | Hollywood Hongkong                         |
| 2004 | Xanda                                      |
| 2004 | Kung fu szał                               |
| 2005 | Mit                                        |
| 2008 | Cheung gong 7 hou                          |
| 2009 | Incydent                                   |

### Jako aktor

#### Filmy pełnometrażowe
| Rok  | Tytuł        | Rola      |
| ---- | ------------ | --------- |
| 2004 | Kung fu szał | Inspektor |

## Nominacje
Źródło: Internet Movie Database
| Rok  | Nagroda              | Kategoria                                       | Wynik     |
| ---- | -------------------- | ----------------------------------------------- | --------- |
| 1982 | Golden Horse Award   | Best Art Direction (Zai sheng ren)              | Wygrana   |
| 1982 | Golden Horse Award   | Best Costume Design (Zai sheng ren)             | Nominacja |
| 1984 | Hong Kong Film Award | Best Art Direction (Zai sheng ren, Ye jing hun) | Nominacja |
| 1988 | Golden Horse Award   | Best Art Direction (Policyjna opowieść 2)       | Wygrana   |
| 2002 | Golden Horse Award   | Best Art Direction (Hollywood Hongkong)         | Nominacja |
| 2004 | Golden Horse Award   | Best Art Direction (Nowa policyjna opowieść)    | Nominacja |
| 2005 | Golden Horse Award   | Best Art Direction (Kung fu szał)               | Nominacja |
| 2005 | Hong Kong Film Award | Best Art Direction (Kung Fu szał)               | Nominacja |